# El señor y la señora Hallett
El señor y la señora Hallett o El paseo matutino es una pintura al óleo sobre lienzo de 1785 del pintor británico Thomas Gainsborough, actualmente en la colección de la National Gallery de Londres (NG 6209).

## Trasfondo
Gainsborough pintó la obra en el verano de 1785, cuando los retratados, William Hallett (1764-1842) y Elizabeth Stephen (1763/4-1833), tenían ambos 21 años, pocos días antes de su boda en la iglesia de San Lorenzo en Little Stanmore el 30 de julio de 1785. Fue encargado por William Hallett y le pagó al pintor 120 guineas (£126).
Hallett era nieto de un exitoso ebanista, también llamado William Hallett, y heredó su propiedad en Canons Park en Middlesex. Stephen era una heredera que había heredado casi £20.000 de su padre, un cirujano que había fallecido antes del matrimonio de su hija. La pareja nunca vivió en Canons Park: en 1788, Hallett había alquilado Canons y había comprado la propiedad de Little Wittenham en Berkshire, pero residieron en Faringdon House en Oxfordshire durante casi 20 años. Hallett era jugador, perdió dinero en transacciones comerciales y en 1830 ya había perdido su fortuna, aunque, según se dice, su matrimonio fue feliz. Estuvieron casados durante casi 48 años y tuvieron dos hijos y cuatro hijas. Hallett se volvió a casar después de la muerte de Elizabeth en 1833.
A su muerte en 1842, William fue enterrado junto a Elizabeth en el cementerio de la iglesia donde se habían casado décadas antes.

## Descripción

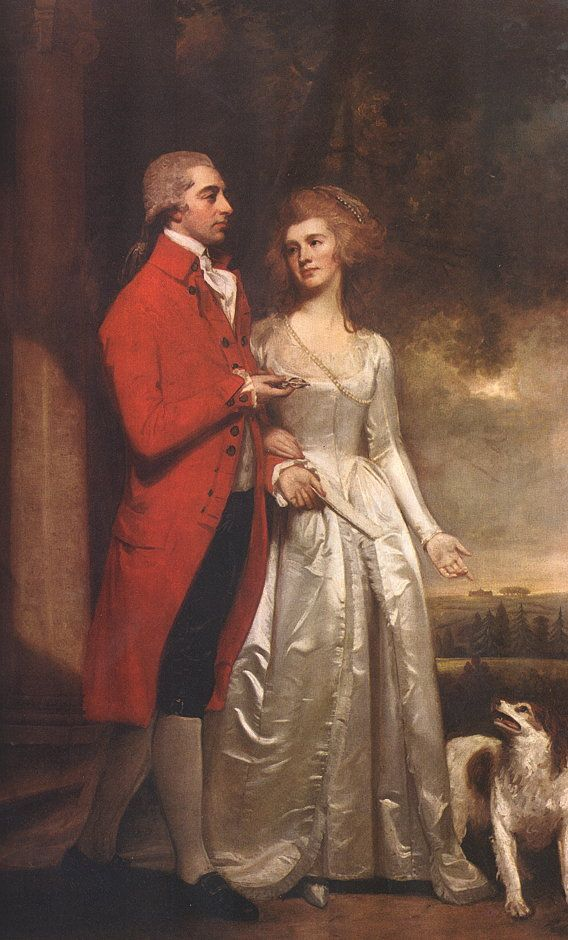
Sir Christopher y Lady Sykes de George Romney, 1786, conocido como El paseo vespertino, Sledmere House.

Gainsborough convierte un retrato de boda formal en un paseo matutino por el parque; la pareja es plasmada con la pincelada plumosa típica de la última etapa de la carrera de Gainsborough, caminando del brazo por un sendero a través de un bosque, acompañados por un perro pastor de Pomerania (entonces conocido comúnmente por la forma de su cabeza como "perro zorro", más estrechamente relacionado con el spitz alemán o el samoyedo que con el pomeranio moderno mucho más pequeño). Muy elegantes, tal vez visten su ropa de boda, con Elizabeth con un vestido de seda marfil ondeante con puños y fichú de encaje, ceñido en la cintura con una cinta de seda negra, con otra cinta verde atada en el pecho a juego con el gran lazo verde atado alrededor de la copa de un sombrero negro de ala ancha rematado con plumas de avestruz. William lleva una levita de terciopelo negro, con grandes botones dorados y un chaleco verde y amarillo; calzones negros, medias blancas y zapatos con hebillas; y lleva en la mano un sombrero negro sencillo. Siguiendo la moda, ambos llevan el cabello empolvado.

## Procedencia
Después de la muerte de la señora Hallett, el cuadro se puso a la venta en Foster's en 1834, aunque permaneció sin vender. Hallett lo legó a su hija Lettice Elizabeth, quien estaba casada con Nash Crosier Hilliard (hijo del diputado Edward Hilliard). Fue heredado por su hijo William Edward Hilliard e incluido en la exposición de Gainsborough en la British Institution en 1859, cuando fue elogiado en The Times como una "perfecta realización de elegancia juvenil y alta educación", y en la Exposición Universal de 1862.
En abril de 1884, el nieto de los retratados, William Edward Hilliard, lo vendió a Agnew's, quien lo vendió ocho días después a Sir N. M. Rothschild (más tarde Lord Rothschild). La pintura fue adquirida por la National Gallery en 1954, de la colección de Lord Rothschild, por 30.000 libras; el Art Found proporcionó una subvención de 5.000 libras para el precio de compra.
El 18 de marzo de 2017, un hombre atacó la pintura con un objeto afilado. La pintura sufrió un rasguño de 165 cm a lo largo de la parte inferior de la figura de la señora Hallett, pero no llegó a perforarlo. Tras diez días de restauración, el cuadro volvió a exhibirse.

## Influencia
La obra de Gainsborough fue la inspiración para el retrato de Sir Cristopher y Lady Sykes realizado por George Romney, conocido como El paseo vespertino, todavía en la casa de la familia Sykes, Sledmere House.